# Якобсон, Тамара Евгеньевна
Тамара Евгеньевна Якобсон (1906, Российская империя — 1991, СССР) — советская актриса театра и кино. Заслуженная артистка РСФСР (1939).

## Биография
Окончила Ленинградский техникум сценических искусств в 1928 году и стала актрисой Молодого театра под руководством С. Радлова (с 1934 Театр-студия под рук. Радлова, 1939—1942 Ленинградский театр им. Ленинградского Совета). Была примадонной этого театра. В 1940 году за выдающиеся заслуги в развитии советского искусства была награждена орденом «Знак Почёта».
В 1942 году вместе с театром была эвакуирована в Пятигорск, где попала в оккупацию. В 1943 году немцы отправили часть труппы под руководством Радлова в Запорожье, затем в Берлин, оттуда на юг Франции.
По предложению советской миссии в 1945 году вернулась в СССР. Была арестована и репрессирована, обвинена в измене Родине и сотрудничестве с оккупантами. Играла в лагерных театрах. Была актрисой Норильского драматического театра.
В 1980 году актриса по рекомендации Иннокентия Смоктуновского попала на съёмочную площадку фильма Николая Губенко «Из жизни отдыхающих». Она сыграла роль пожилой отдыхающей пансионата Ольги Николаевны. Вместе с актрисой в эпизодической роли почитателя памяти литераторов снялся её муж, актёр театра, Пётр Романович Антоневич (1904—1984).

## Роли в театре
- «Отелло» Шекспира, 1932 — Дездемона
- «Далёкое» А. Афиногенова, 1935 — Глаша Большова
- «Каменный гость» А. Пушкина, 1937 — Донна Анна
- «Без вины виноватые» А. Островского, 1939 — Кручинина
- «Бесприданница» А. Островского, 1940 — Лариса
- «Слуга двух господ» К. Гольдони, 1940 — Беатриче
- «Гамлет» Шекспира, 1940 — Офелия
- «Ромео и Джульетта» Шекспира, 1940 — Джульетта
- «Идеальный муж» О. Уайльда, 1940 — Леди Чилтерн
- «Адмирал Нахимов» И. В. Луковского, 1941 — Актриса-шпионка
- «Эмилия Галотти» Г. Лессинга, октябрь 1941 — Галотти
- «Дама с камелиями», декабрь 1941 — Маргарита Готье
- «Заза» П. Бертона и Ш. Симона, 1942 — Заза

## Фильмография
| Год  |   | Название            | Роль             |
| ---- | - | ------------------- | ---------------- |
| 1980 | ф | Из жизни отдыхающих | Ольга Николаевна |

## Награды и звания
- Заслуженная артистка РСФСР (11 марта 1939, Указ Президиума Верховного Совета РСФСР)
- Кавалер ордена Знак Почёта (01 июня 1940)